# Ранчићева кућа у Гроцкој
Ранчићева кућа се налази у насељу Гроцка истоимене општине града Београда, у Мајевичкој улици 9, у непосредној близини Грочанске чаршије. Представља непокретно културно добро као споменик културе од великог значаја за републику Србију. У Ранчићевој кући данас се налази Центар за културу Гроцка.

## Историја
Ранчићева кућа је подигнута почетком 19. века. Првобитно је сазидана као дводелна косовска приземљуша. Просторије унутар куће биле су међусобно неповезане и у њих се улазило са архитравног трема у нивоу терена, који се протезао дуж целе подужне дворишне фасаде. Састојала се из ајата, као приступног трема, оџаклије („куће”) и собе, док је интерна комуникација „куће” и собе изостављена. Тридесетих година 19. века кућа је претрпела промене. Тада је бочно, уз њену ужу страну, дограђен део са доксатом и укопан подрум у ширини дограђеног дела куће, са улазом испод доксата. У овом случају изостала је уобичајена директна веза доксата са тремом, док је улаз из трема у постојећу собу затворен. Доксат је, као интегрални део трема у кућама овог типа, издвојен и формиран као засебан елемент. Кућа је овим променама добила подрум и доксат по угледу на тип грочанске варошке куће који у то време доминира у варошици.

## Изглед
Ранчићева кућа са двориштем налази се на узвишици која гледа на Дунав, на равној и пространој парцели, слободно постављена у односу на уличну регулацију. Зидана је у бондручној конструкцији са скелетом од храстових греда и испуном од чатме. Темељи су од притесаног камена са храстовим гредама. Покривена је четвороводним кровом од ћерамиде, са стрехама (испусти крова) који штите фасаде и достижу ширину до једног метра. Како је подигнута на равном терену, кућа је доста ниска, издигнута од нивоа терена за само неколико степеника. Састоји се од четири просторије — оџаклије, велике гостинске собе („куће”), две спаваће собе, трема, доксата и подрума испод дела зграде. Спољне површине зидова обрађене су благо малтером и кречене. На фасади нема посебних украса.

### Доксат и подрум
Доксат, који је код типа куће са доксатом најчешће интегрални део трема, овде је дограђен током реконструкције почетком 19. века и издвојен је као засебни елеменат који није директно повезан са ајатом. Изостала је директна веза трема и доксата, а улаз са трема у једну од постојећих просторија том приликом је затворен. Том приликом дозидане су још две собе, па је добијен четвороделни простор, организован преко оџаклије, као централне просторије. Оџаклија је тако постала и улаз у кућу и једина просторија директно повезана са тремом. Изградњом доксата један део функција оџаклије и домаћег живота преноси се на трем. Ту се током лета проводило највише времена, па је имао и карактер друштвене просторије.
Доксат је саграђен као издвојена целина у оквиру куће. Квадратног је облика, изграђен од дрвета и заштићен стрехом. Издигнут је за неколико степеника од нивоа ајата. Ту су се некада, поређане уоколо, налазиле клупе. Постављен је на углу куће, излази из равни зида и даје јој живописан изглед. Стубови на трему (ајату) и доксату, који носе кровну конструкцију, пластично су обрађени и доприносе декоративности.
Ниша непосредно испод доксата искоришћена је као приступни простор подруму, у који се улази кроз двострука, дрвена, окована врата. Пошто се кућа налази на равном терену подрум је укопан у земљу и протеже се целом дужином дозиданог дела куће. Подрум је изграђен од притесаног камена.

## Ентеријер куће
Унутрашњост куће компонована је тако да се постигне највећа могућа функционалност и удобност становања. Преко приступног ајата који је поплочан и наткривен улази се у кућу и то директно у оџаклију, која је у то време представљала централну просторију у кући и у њој се одвијао свакодневни живот укућана. Из оџаклије се, на једној страни, улази у раније постојећу собу, док се на другој страни улази у две касније дограђене собе, које су и међусобно повезане. Оџаклија је поплочана опеком, док су собе патосане даскама. Све просторије имају таваницу. Кућа је изнутра пространа и светла, са по два прозора у готово свакој просторији.

### Оџаклија
Огњиште се у оџаклији налази у самом преградном зиду према старој соби. Грађено је у виду нише у којој се ложила ватра, а дим је одвођен кроз оџак, чиме је огњиште добило изглед камина. Оваквим решењем огњиште, осим естетске, има и практичну функцију, јер се преко топлог преградног зида и димњака током зиме греје и соба. Око огњишта су биле смештене ниске, удобне четвороножне столице. Јело се за трпезом или ниском софром. Посуђе, намештај и уређаји у кући били су ручне израде, богато украшавани.

## Заштита
Указујући, накнадно развијеном просторном структуром и димензијама, на један од начина формирања традиционалне куће Поморавља и источне Србије она настанком у чаршији одсликава дух и економски полет српског чаршијско-градског слоја у формирању. И поред својих особености, пре свега у распореду и намени просторија, варошка кућа у Гроцкој, односно Ранчићева кућа, не стоји изоловано, већ се везује за исти тип куће у варошицама Подунавља и Поморавља. Међусобна сличност грочанских варошких кућа са кућама у осталим варошицама Подунавља (Смедерево, Добра, Голубац) може се најпре довести у везу са заједничким природним и друштвеним чиниоцима који су постојали у овој области. Својим архитектонским, конструктивним и ликовним обележјима, као и квалитетом и обрадом материјала, представља једну од највреднијих кућа не само на подручју Гроцке, него и београдске околине уопште.
Ранчићева кућа једна је од ретких заштићених кућа у Гроцкој која је задржала свој првобитни изглед и то захваљујући својој културно-изложбеној намени. Она је једина ревитализована у културно-туристички објекат. Последња власница куће, госпођа Магдалена Ранчић, 60-их година 20. века кућу је завештала општини, па је ово једина заштићена стара кућа у Гроцкој која је у власништву државе. Све остале су у приватном власништву и користе се у разне намене тако да су, прилагођавајући се савременом начину живота, претрпеле веће или мање измене у својој структури и унутрашњем распореду. Кућа има статус споменика културе од великог значаја за Републику Србију од 1966. године.

### Конзервација и рестаурација
Укупни конзерваторско-рестаураторски радови на кући обављени су почетком 70-их година 20. века. Обновљена кућа је тада дата на коришћење Туристичкој организацији Гроцке, да би 1978. године била поново напуштена.
У међувремену за кућу се заинтересовао др Александар Костић. После мање санације крова и уређења окућнице 1982. године у адаптираној Ранчићевој кући отворен је Завичајни музеј Гроцке у оквиру тадашњег Народног универзитета Гроцке. У музеју су били изложени налази др Костића са Дубочајског локалитета, који је он поклонио општини Гроцка 1978. године.
Након рестаурације кућа није адекватно одржавана и већ крајем 80-тих година 20. века је захтевана нова обнова крова, да би 90-их била под кључем и поново изложена пропадању, када је Дубочајска збирка повучена из ње. Ранчићева кућа поново је санирана 2003. године, на инсистирање и иницијативу Војислава Вокија Костића, сина др Костића и под покровитељством Завода за заштиту споменика културе града Београда и Скупштине града Београда, али збирка није враћена. Од 2018. године је ова збирка изложена у поставци Легата др Александра Костића у библиотеци „Илија Гарашанин” која се налази у склопу Грочанске чаршије; аутори поставке су кустос Зорица Атић, директор Центра за културу Гроцка, затим кустоси др Милош Спасић и Драгана Стојић из Музеја града Београда, и археолог Раде Милић из Центра за урбани развој. 
Године 2007. у Ранчићеву кућу се 2007. године усељава тек основани Центар за културу Гроцка.

### Занимљивости
Године 1974. приликом радова на реконструкцији и адаптацији тада веома запуштене и готово урушене Ранчићеве куће, током радова на уређењу окућнице, појавиле су се назнаке да се ради о вишеслојном археолошком локалитету. У дворишту је отворена сонда величине 3 × 3 м у којој су се показали различити археолошки слојеви. Испод површинских остатака из 19. и 20. века пронађени су фрагменти турске керамике из периода од 16. до 18. века, испод њих претежно неглеђосана керамика из 15. века, да би се завршили са најдубљим слојем из раног неолита — остацима винчанске и старчевачке културе.